# Chlorophorus copiosus
Chlorophorus copiosus är en skalbaggsart som beskrevs av Holzschuh 1991. Chlorophorus copiosus ingår i släktet Chlorophorus och familjen långhorningar. Inga underarter finns listade i Catalogue of Life.